# 荊南

荊南
南平

917年の荊南（桃色）

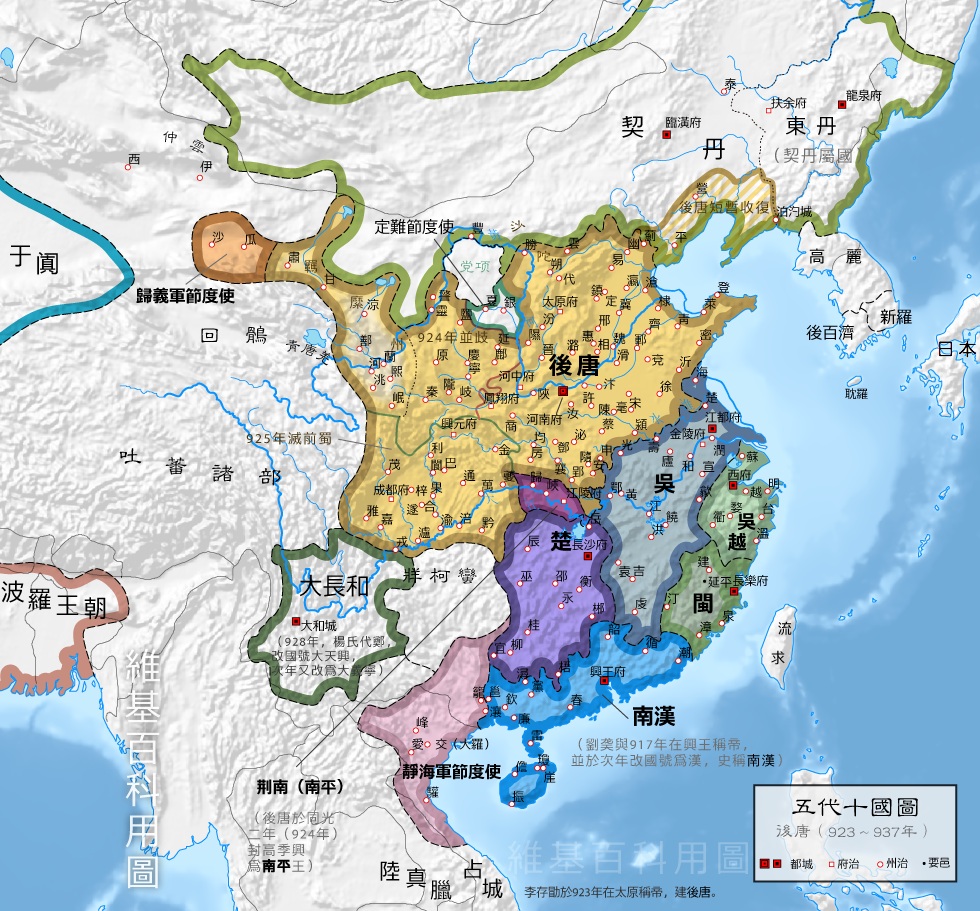
後唐代の荊南（赤紫）

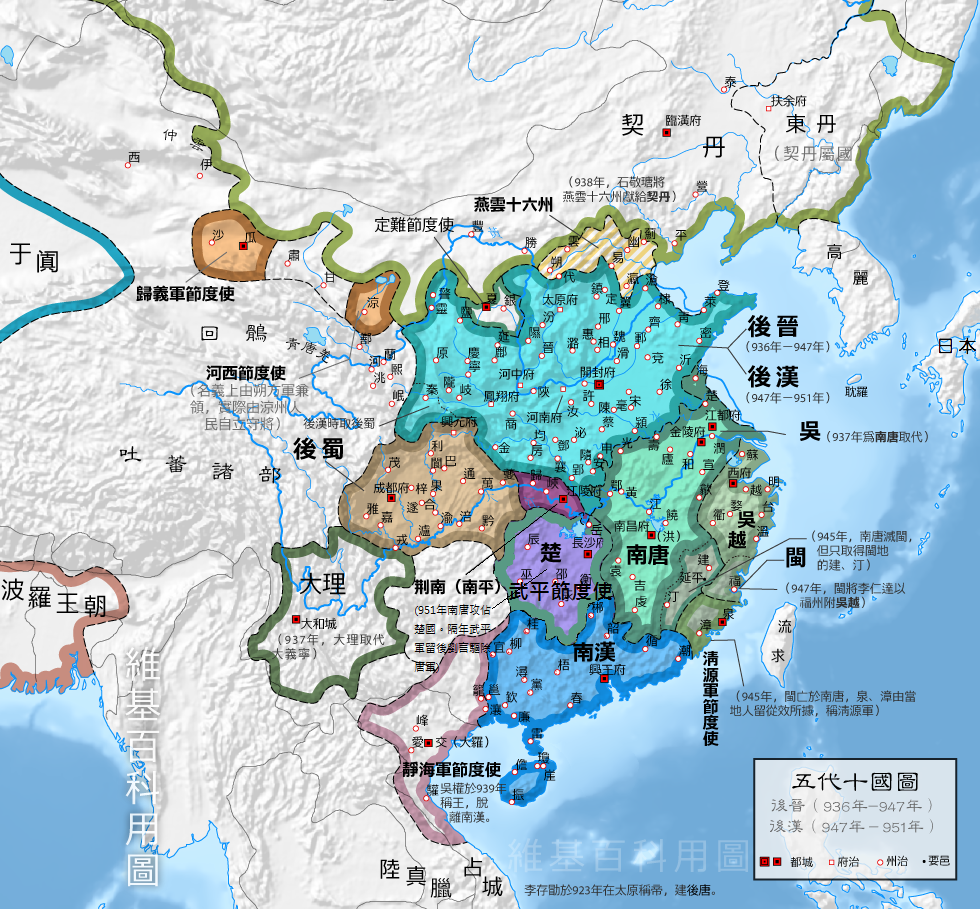
後晋・後漢代の荊南（赤紫）

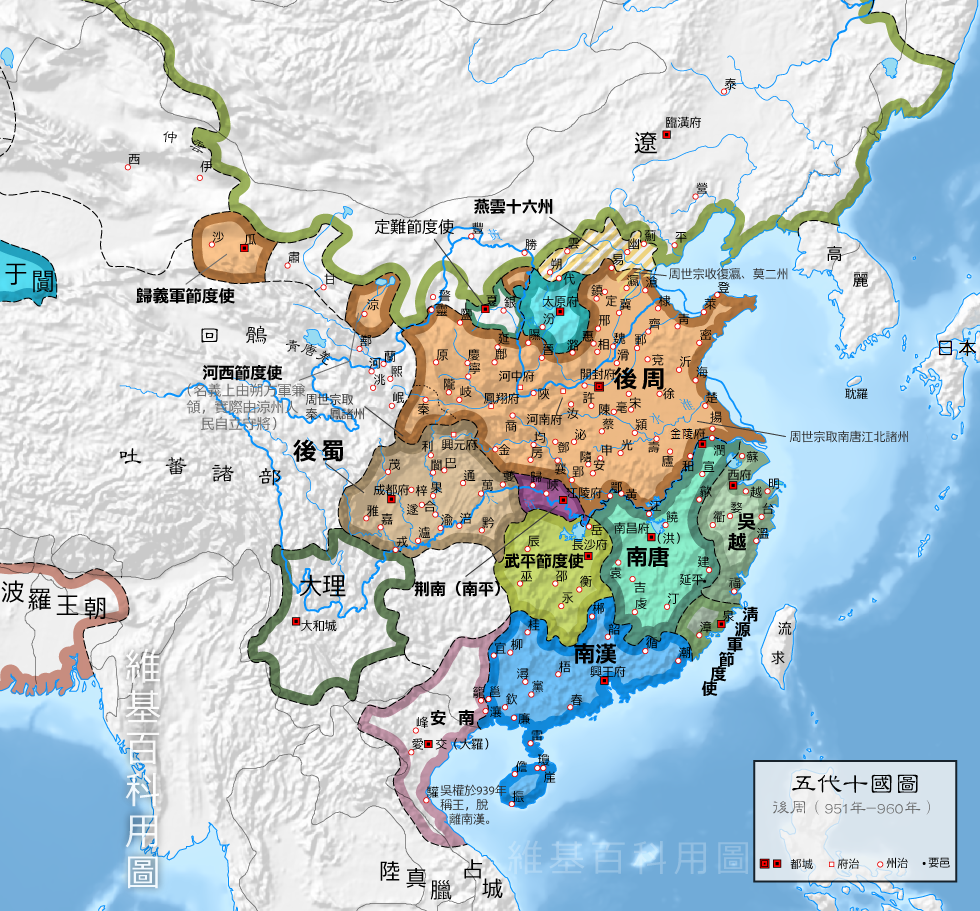
後周代の荊南（赤紫）

荊南（けいなん、907年 - 963年）は、中国五代十国時代に現在の湖北省を支配した国。弱小ながら、交易の中継点として栄えた。南平（なんぺい）・北楚（ほくそ）とも。ただし、実際には中原の五代王朝の節度使の一人に過ぎず、独立した国家ではなかったとする異説がある（後述）。

## 歴史
建国者の高季興（こうきこう）は陝州硤石県（現在の河南省三門峡市陝州区）の人で、汴州の商人である李七郎（朱友譲）の家僕（召使）から身を起こし、朱全忠の軍に身を投じて信任され、副将として朱全忠に従い、各地を転戦した。907年に朱全忠が唐を滅ぼして後梁を建てると、高季興は荊南節度使とされ、戦火の絶えなかったこの地の復興に力を注いだ。その後、朱全忠が死ぬと荊州（江陵）・帰州・硤州の三州をもって自立した。
その後、後梁が後唐に滅ぼされると、後唐にも称臣して925年に南平王に封ぜられる。しかし後唐の前蜀攻めに際して、自らの蜀に勢力を伸ばす構想を阻まれた事から後唐と断絶し、東の呉に称臣した。
翌年の926年に高季興が死去すると、長男の高従誨（こうじゅうかい）が後を継いで、荊南節度使になる。高従誨は改めて後唐に称臣し、934年に南平王とされた。更に周辺の呉・閩・南漢・後蜀全てに対して称臣し、平和を保つことに腐心した。荊南が割拠した荊州は中国のへそとも言うべき重要な戦略的要衝である。高従誨は上述のような巧みな政略で、各国の勢力緩衝地帯としてこの地の重要さを諸国に認めさせ、弱小国であることを逆手にとった平和を作り出し、巨大な交易中継地点として荊南を栄えさせた。
高従誨は948年に死去し、高従誨の三男の高保融（こうほうゆう）が後を継ぐ。その頃の中原では後唐が滅んだ後に後晋→後漢→後周と相次いで政権が入れ替わった。高保融は後周に対して称臣し、954年に南平王に封ぜられた。その後、後周の世宗による統一事業が始まり、後周が南唐を攻めた時には高保融も同調して兵を出した。更に後周から宋への禅譲が行われると、宋にも称臣した。
高保融は960年に死去し、弟の高保勗（こうほきょく）が荊南節度使の地位を継ぐ（王位には就いていないので国主と呼ばれる）。高保勗は無用な土木工事を起こし、享楽を好んだために民心は離れた。高保勗は962年に死去し、甥で高保融の長男の高継沖（こうけいちゅう）が荊南節度使の地位を継ぐ（高保勗に同じく）。その後、宋の太祖による統一事業が開始され、最も弱小でかつ重要な地を占める荊南が最初の目標とされた。高継沖は「南の楚を攻めるために道を貸せ」との宋側の要求に屈して通過を許したが、宋軍は領内を通過中に荊南に対しても降伏を求め、963年に荊南は滅んだ。高継沖はその後、開封へと連れられ、宋の節度使とされて973年に天寿を全うした。
ちなみに「万事休す」という言葉は、高従誨が高保勗を可愛がりすぎることを周りの人間が嘆いたという故事から出来た故事成語である（出典は『宋史』「荊南高氏世家」）。
なお、山崎覚士は荊南に与えられた「南平王」は平王と呼ばれる「中国（五代王朝）」が辺境を支配する有力節度使に与えた称号であり、荊南は自立性が強かったものの領域内の刺史任命権や中央行政府すら持っておらず、他の九国のように自立した国家ではなく、五代王朝の領域の一部であったとする説を唱えている。

## 荊南の統治者
| 代数 | 諡号   | 名前   | 字   | 生没年        | 在位          |
| ---- | ------ | ------ | ---- | ------------- | ------------- |
| １   | 武信王 | 高季興 | 貽孫 | 858年 - 928年 | 907年 - 928年 |
| ２   | 文献王 | 高従誨 | 遵聖 | 891年 - 948年 | 928年 - 948年 |
| ３   | 貞懿王 | 高保融 | 徳長 | 920年 - 960年 | 948年 - 960年 |
| ４   |        | 高保勗 | 省躬 | 923年 - 962年 | 960年 - 962年 |
| ５   |        | 高継沖 | 成和 | 943年 - 973年 | 962年 - 963年 |